# مرشدات أستراليا
مرشدات أستراليا هي المنظمة الإرشادية الوطنية في أستراليا. تأسست المنظمة في عام 1910، وأصبحت المنظمة عضوا كامل العضوية في الرابطة العالمية للمرشدات وفتيات الكشافة في عام 1928. المنظمة للبنات فقط وتحوي 30،000 عضو (اعتبارا من عام 2010).